# Koch jezici
Koch jezici, jedna od tri podskupine bodo-garo jezika, šire skupine konyak-bodo-garo, kojim govori nekoliko naroda na području Indije u državama Meghalaya, Assam, Zapadni Bengal, Bihar, Nagaland i susjednom Bangladešu.
Obuhvaća 4 jezika, to su: a’tong [aot] (10,000); koch [kdq] (30,000; 2007); rabha [rah] (50,000; 2000) i gotovo izumrli ruga [ruh]. Dio je sinotibetske porodice.

## Vanjske poveznice
- Ethnologue (14th)
- Ethnologue (15th)